# Domingos Rodrigues da Fonseca Leme
Domingos Rodrigues da Fonseca Leme (1650 - Santana de Parnaíba, 1738) foi um sertanista, sargento-mor de ordenanças paulista.

## Biografia
Filho de João Rodrigues da Fonseca e de Antônia Pinheiro Raposo Tavares, era casado com Isabel Bueno de Morais, filha de Francisco Correia de Lemos.[carece de fontes?]
Esteve no interior de Minas Gerais com seu cunhado Garcia Rodrigues Pais, por cerca de quatro anos, à procura de Sabarábuçu. Com seu irmão, Sebastião da Pinheiro da Fonseca Raposo, por volta de 1700, descobriu dois córregos auríferos na região do Rio das Velhas denominada por Congonhas do Campo. Entre 1698 e 1701, em sua busca de ouro e pedras preciosas, chegou a Nova Lima sendo considerado o fundador da cidade.